# Estádio Presidente Vargas (Fortaleza)
O Estádio Presidente Vargas, mais conhecido como PV, é um estádio de futebol brasileiro localizado em Fortaleza, capital do estado do Ceará, Brasil. Sedia principalmente os jogos de Ceará, Ferroviário, Fortaleza, Tiradentes, Atlético Cearense, além times como Maguary, América, Calouros do Ar e Terra e Mar. Está localizado na Rua Marechal Deodoro da Fonseca, 1187, no bairro Benfica.

## Construção e Inauguração

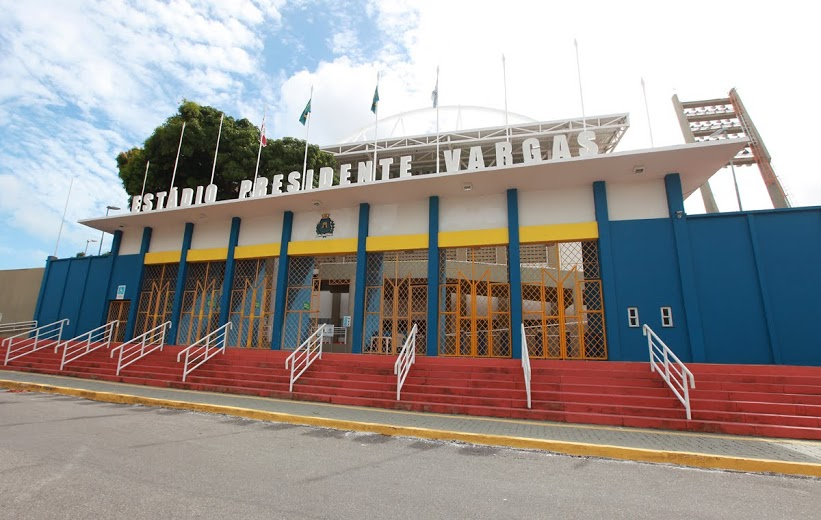
Entrada principal do estádio.

O estádio Presidente Vargas foi construído no ano de 1941. O PV era murado,  tinha arquibancadas de madeira, cerca, também de madeira, separando o campo das torcidas e, novidade na cidade à época, um campo gramado, pois, até então, todos os campos na cidade de Fortaleza eram compostos por barro batido, que era umedecido antes das partidas. O estádio foi inaugurado oficialmente em 14 de setembro de 1941, mas a primeira partida ocorreu uma semana depois.

## Maior público
Segundo registros, o maior público já registrado no PV seria de 38.515 pagantes, no jogo Ferroviário 1 x 1 Ceará, no dia 7 de maio de 1989, mas existem registros de um público de 42.000 pagantes no jogo Ceará 0 x 1 Corinthians pelo Campeonato Brasileiro de 1971.

## Maior público pagante pós-reforma
O maior público pagante de que se tem referência já registrado no PV foi de 20.062pessoas, no jogo Fortaleza 1 - 3 Oeste, no dia 11 de novembro de 2012. Após as reformas de 2011, o Estádio Presidente Vargas comporta 20.268 torcedores sentados.

## Últimas reformas
Entre fevereiro de 2008 e abril de 2011, o PV ficou interditado para a realização de uma série de melhorias. A obra, orçada em R$ 48 milhões, previu a reconstrução da cobertura sobre as cadeiras sociais, cabines de rádio e TV, além da reforma da fachada histórica, dos túneis e das rampas de acesso, dos vestiários, das salas da administração, do estacionamento e da sala de imprensa, além da instalação de um placar eletrônico e de alambrados em vidro. A reforma do estádio Presidente Vargas incluiu, ainda, a mudança de todo o sistema elétrico e hidro-sanitário, das cadeiras, das traves e a recuperação do campo.
Inicialmente, dos assentos recentemente instalados, 8% eram de cor laranja e os demais de cor azul. Todavia as duas cores justapostas lembrava relativamente as cores do Fortaleza Esporte Clube, gerando, assim, discordância entre alguns torcedores do rival Ceará Sporting Club. Para evitar futuros problemas, as 522 cadeiras laranjas foram removidas e transferidas para o Estádio Antony Costa, no Antônio Bezerra, que na época também estava em reforma. Cadeiras azuis substituíram as retiradas.
O PV foi o principal estádio do futebol cearense até a reabertura do Castelão, em 2013, após o remodelamento para os campeonatos da FIFA. O Caldeirão foi, ainda, um dos centros de treinamentos (CT) para a Copa do Mundo de 2014 e a Copa das Confederações de 2013.
O estádio tem a tradição de receber os grandes clássicos do futebol cearense, como o Clássico-Rei (Ceará x Fortaleza), o Clássico da Paz (Ferroviário x Ceará) e o Clássico das Cores (Ceará) (Fortaleza x Ferroviário). Além de tais clássicos, o estádio também tem recebido jogos da Copa do Brasil, Série B do Campeonato Brasileiro e Série C do Campeonato Brasileiro.

## Os 20 maiores públicos pós-reforma
Públicos e rendas recentes do Presidente Vargas
Aqui estão listados os maiores públicos do Presidente Vargas, após a reforma. Entram nas estatísticas apenas o público pagante. Clássicos não listados. Valor do ingresso da cadeira comum (arquibancada) está ao lado do público.1.     
1. Fortaleza x Oeste (Série C 2012) : 20.062

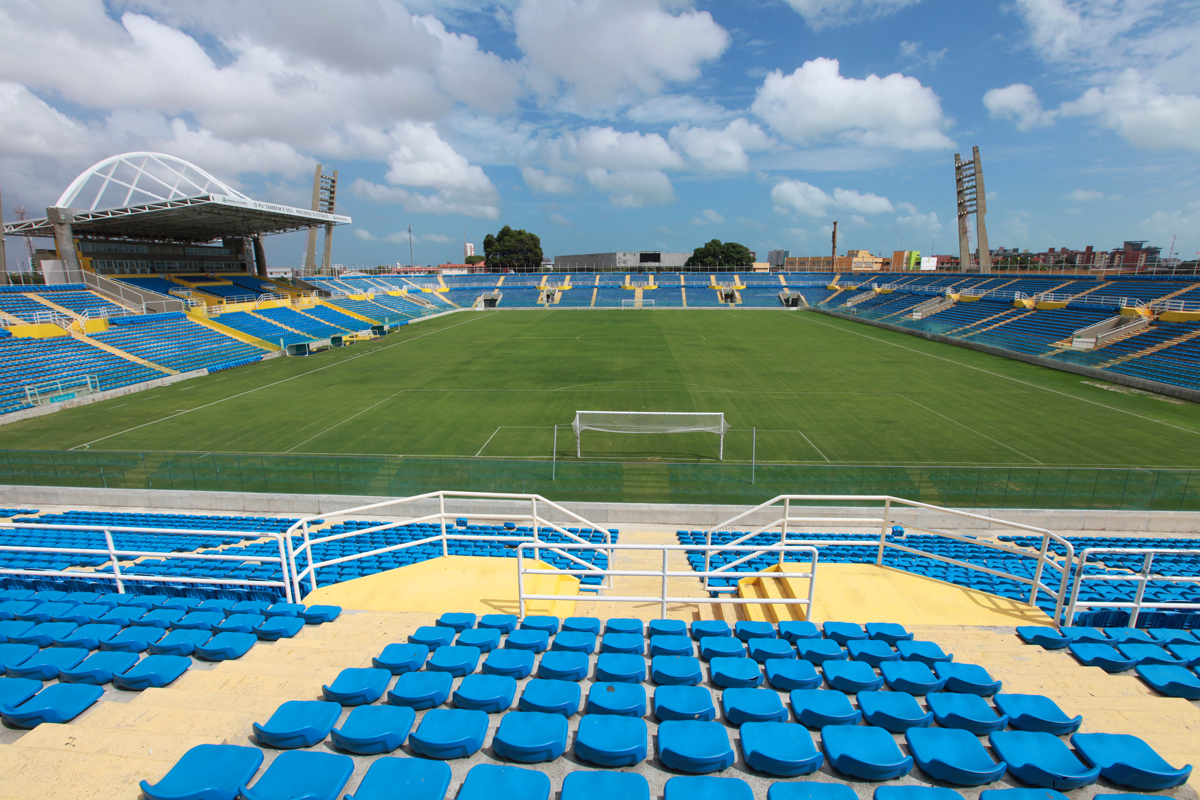
Vista pro campo do estádio

(Ingresso R$ 40,00)
2. Ceará x Bahia (Série A 2011): 19.666
(Ingresso R$ 20,00)
3. Fortaleza x Icasa (Cearense 2014): 19.138
(Ingresso R$ 30,00)
4. Ceará x ABC (Série B 2015): 19.076
(Ingresso R$ 30,00)
5. Ceará x ASA (Copa do Brasil 2013): 18.845
(Ingresso R$ 10,00)
6. Fortaleza x Grêmio (Copa do Brasil 2012): 18.414
(Ingresso R$ 30,00)
7. Ceará x Tiradentes (Cearense 2012): 18.398
(Ingresso R$ 10,00)
8. Ceará x Flamengo (Série A 2011): 18.245
(Ingresso R$ 40,00)
9. Ceará x Botafogo-PB (Copa do Brasil 2016): 18.183
(Ingresso R$ 10,00)
10. Fortaleza x Santa Cruz (Série C 2012): 18.123
(Ingresso R$ 30,00)
11. Fortaleza x Náutico (Copa do Brasil 2012): 17.887
(Ingresso R$ 20,00)
12. Ceará x Joinville (Série B 2014): 17.834
(Ingresso R$ 30,00)
13. Fortaleza x Luverdense
(Série C 2012): 17.721 (Ingresso R$ 30,00)

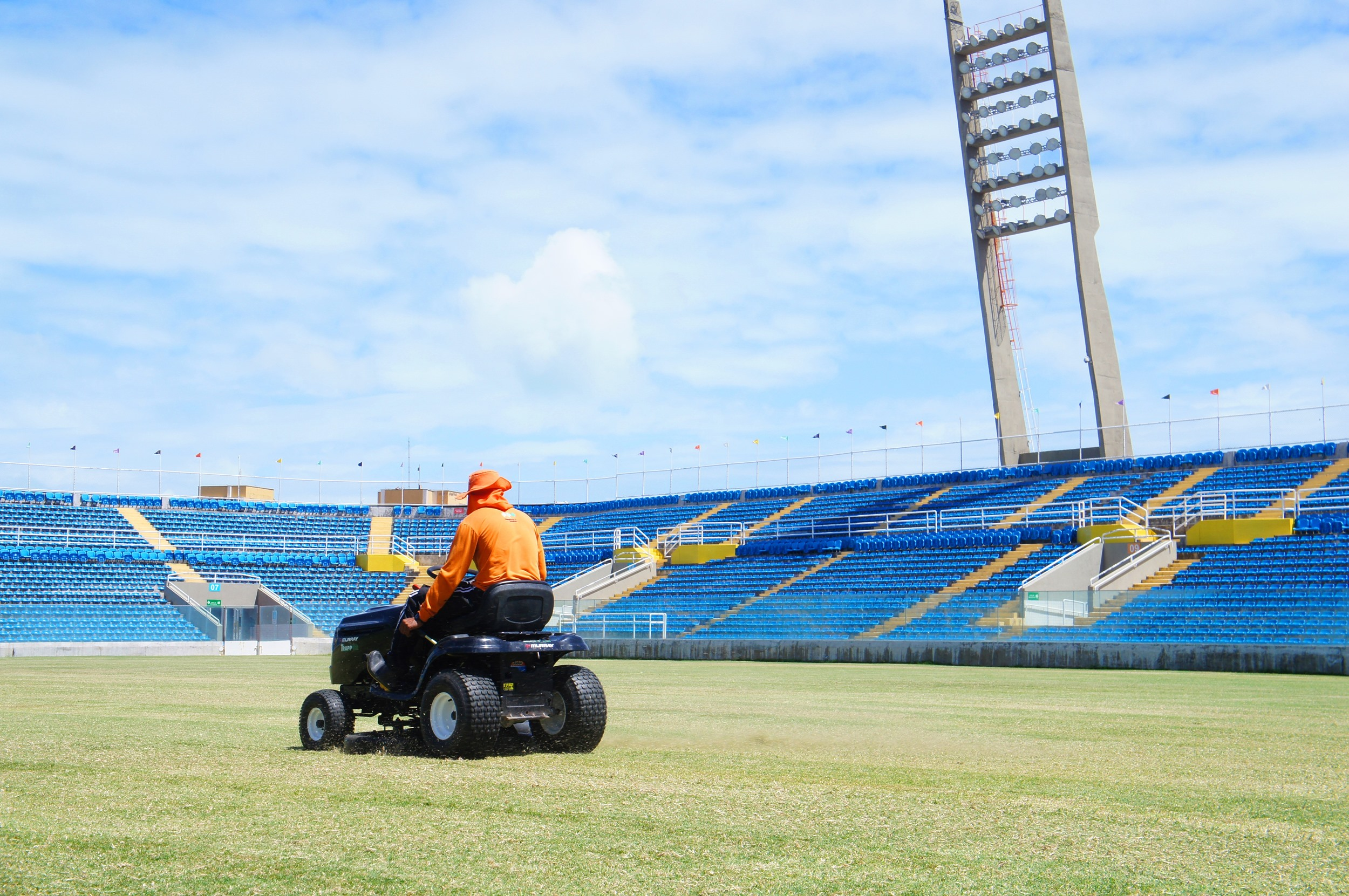
Cuidados com o gramado do estádio.

14. Fortaleza x Paysandu (Série C 2012): 17.619
(Ingresso R$ 30,00)
15. Ceará x Fluminense (Série A 2011): 17.554
(Ingresso R$ 20,00)
16. Ceará x Corinthians (Série A 2011): 17.532
(Ingresso R$ 20,00)
17. Ceará x Cruzeiro (Série A 2011): 17.331
(Ingresso R$ 40,00)
18. Ceará x Santos (Série A 2018): 17.047
(Ingresso R$ 50,00)
19. Ceará x Bragantino (Série B 2015): 16.481
(Ingresso R$ 30,00)
20. Ceará x América-MG (Série B 2012): 16.147
(Ingresso R$ 20,00)

## As 20 maiores rendas pós-reforma
Aqui estão listadas as maiores rendas do Presidente Vargas, após a reforma. Clássicos não listados.
1. Fortaleza x Oeste/SP (Série C 2012): R$ 530.302,00 (Ingresso R$ 40,00)[6]
2. Fortaleza x Santa Cruz (Série C 2012): R$ 414.570,00 (Ingresso R$ 30,00)
3. Fortaleza x Icasa (Cearense 2014): R$ 407.124,00 (Ingresso R$ 30,00)
4. Fortaleza x Grêmio (Copa do Brasil 2012): R$ 406.161,00 (Ingresso R$ 30,00)
5. Fortaleza x Luverdense (Série C 2012): R$ 377.890,00 (Ingresso R$ 30,00)
6. Fortaleza x Paysandu (Série C 2012): R$ 347.811,00 (Ingresso R$ 30,00)
7. Ceará x ABC (Série B 2015): R$ 330.442,00 (Ingresso R$ 30,00)
8. Ceará x Cruzeiro (Série A 2011): R$ 323.179,00 (Ingresso R$ 40,00)
9. Ceará x Flamengo (Série A 2011): R$ 322.722,00 (Ingresso R$ 40,00)
10. Ceará x Vitória (Série B 2012): R$ 316.934,00 (Ingresso R$ 40,00)
11. Fortaleza x Salgueiro (Série C 2012): R$ 302.577,00 (Ingresso R$ 30,00)
12. Ceará x Joinville (Série B 2014): R$ 296.661,00 (Ingresso R$ 30,00)
13. Ceará x São Paulo (Sul-Americana 2011): R$ 293.220,00 (Ingresso R$ 40,00)[7]
14. Fortaleza x Treze (Série C 2012): R$ 292.446,00 (Ingresso R$ 30,00)
15. Fortaleza x Horizonte (Cearense 2012): R$ 291.691,00 (Ingresso R$ 30,00)
16. Fortaleza x Náutico (Copa do Brasil 2012): R$ 273.773,00 (Ingresso R$ 20,00)
17. Fortaleza x Águia (Série C 2012): R$ 263.668,00 (Ingresso R$ 40,00)
18. Ceará x Santos (Série A 2011): R$ 263.021,00 (Ingresso R$ 40,00)
19. Fortaleza x América-RN (Série C 2011): R$ 249.495,00 (Ingresso R$ 40,00)[8]
20. Fortaleza x Guarany (Série C 2012): R$ 243.558,00 (Ingresso R$ 30,00)

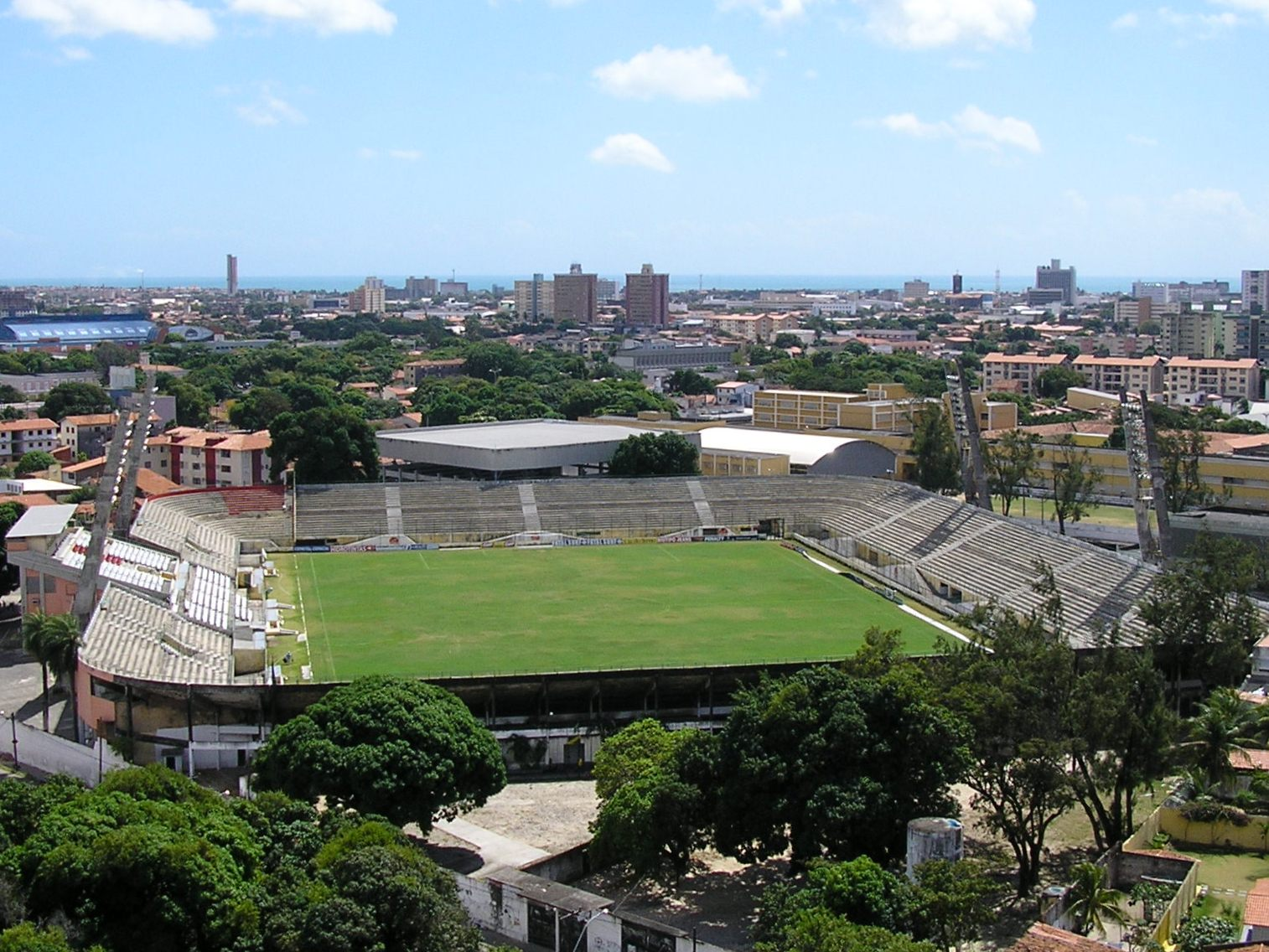
PV antes da reforma.

## Clássicos no PV pós-reforma
1. Fortaleza x Ceará (Cearense 2012) - Público pagante: 16.098 - Renda: R$ 388.971,00 (Ingresso R$ 30,00)
2. Ceará x Fortaleza (Cearense 2012 - Final) - Público pagante: 15.967 - Renda: R$ 257.756,00 (Ingresso R$ 30,00)
3. Fortaleza x Ceará (Cearense 2012 - Final) - Público pagante: 13.832 - Renda: R$ 332.643,00 (Ingresso R$ 30,00)
4. Ceará x Fortaleza (Cearense 2012) - Público pagante: 13.185 - Renda: R$ 298.996,00 (Ingresso R$ 30,00)
5. Fortaleza x Ferroviário (Cearense 2012) - Público pagante: 12.165 - Renda: R$ 246.574,00 (Ingresso R$ 30,00)
6. Ceará x Ferroviário (Cearense 2012) - Público pagante: 10.481 - Renda: R$ 173.327,00 (Ingresso R$ 30,00)
7. Ferroviário x Ceará (Cearense 2012) - Público pagante: 8.373 - Renda: R$ 133.885,00 (Ingresso R$ 30,00)
8. Ceará x Fortaleza (Cearense 2013 - Semifinal) - Público pagante: 7.318 - Renda: R$ 94.472,00 (Ingresso R$ 40,00)
9. Fortaleza x Ceará (Cearense 2013 - Semifinal) - Público pagante: 6.482 - Renda: R$ 135.513,00 (Ingresso R$ 40,00)
10. Ferroviário x Fortaleza (Cearense 2012) - Público pagante: 3.641 - Renda: R$ 74.895,00 (Ingresso R$ 30,00)